# Máltai faligyík
A máltai faligyík (Podarcis filfolensis) a hüllők (Reptilia) osztályának pikkelyes hüllők (Squamata) rendjébe, ezen belül a nyakörvösgyíkfélék (Lacertidae) családjába tartozó faj.

## Előfordulása
A máltai faligyík Málta szigetein és az Olaszország tartozó Szicília körüli szigeteken honos.

## Alfajai
A gyíknak 4 endemikus máltai alfaja van:
- Podarcis filfolensis ssp. maltensis - ez az alfaj, Málta három legnagyobb szigetén található meg: Malta, Gozo és Comino. Az állat színe általában zöldes, néha pontozással tarkított.[1]
- Podarcis filfolensis ssp. filfolensis - ez az alfaj, a Máltához tartozó Filfla kissziget endemikus gyíkja, vagyis, csak itt található meg. Az alfajok között, ez a legnagyobb; színezete feketés, kékes pontozással.[1]
- Podarcis filfolensis ssp. kieselbachi - ez az alfaj, a Szent Pál-sziget endemikus gyíkja. Színezete igen változatos; lehet: barna, szürke stb. narancssárga hassal és fekete pontozással. Sajnos 2005-ben az állomány kihalt.[1]
- Podarcis filfolensis ssp. generalensis - ez az alfaj, a Generális-szikla nevű kissziget endemikus lakója; ez a sziget Gozotól nyugatra fekszik, körülbelül 50 méteres távolságban. A gyík hasa vöröses, oldalai kékesek.[1]

Feltételezések szerint a Cominotto szigeten is létezik egy alfaj; azonban az elfogadásához további kutatások kellenek.
A fenti máltai alfajokon kívül, még van egy alfaj a Szicíliához tartozó Linosa és Lampione szigeteken; az alfaj tudományos neve a következő: Podarcis filfolensis ssp. laurentimulleri.

## Megjelenése
A hímektől rikító színeitől eltérően, a fiatalok és a nőstények színezete elmosódott, barnás.

## Életmódja
Ennek a gyíknak a természetes élőhelye a földközi-tengeri bokros növényzet, sziklás helyek és köves tengerpartok, valamint a felszántott földek, legelők és falusi kertek. A hímek területvédők. Ha ellenfél érkezik, egy hím területére, a tulajdonos felemelkedik és feltartja fejét. A hím ugyanígy viselkedik, amikor a nőstényt akarja elbűvölni.

## Szaporodása
A szaporodási időszaka tavasszal van. A párzás után, rövidesen a nőstény 1-2 tojást rak, amelyek júniusban vagy augusztus közepén kelnek ki.

## Képek az 5 elfogadott alfajról

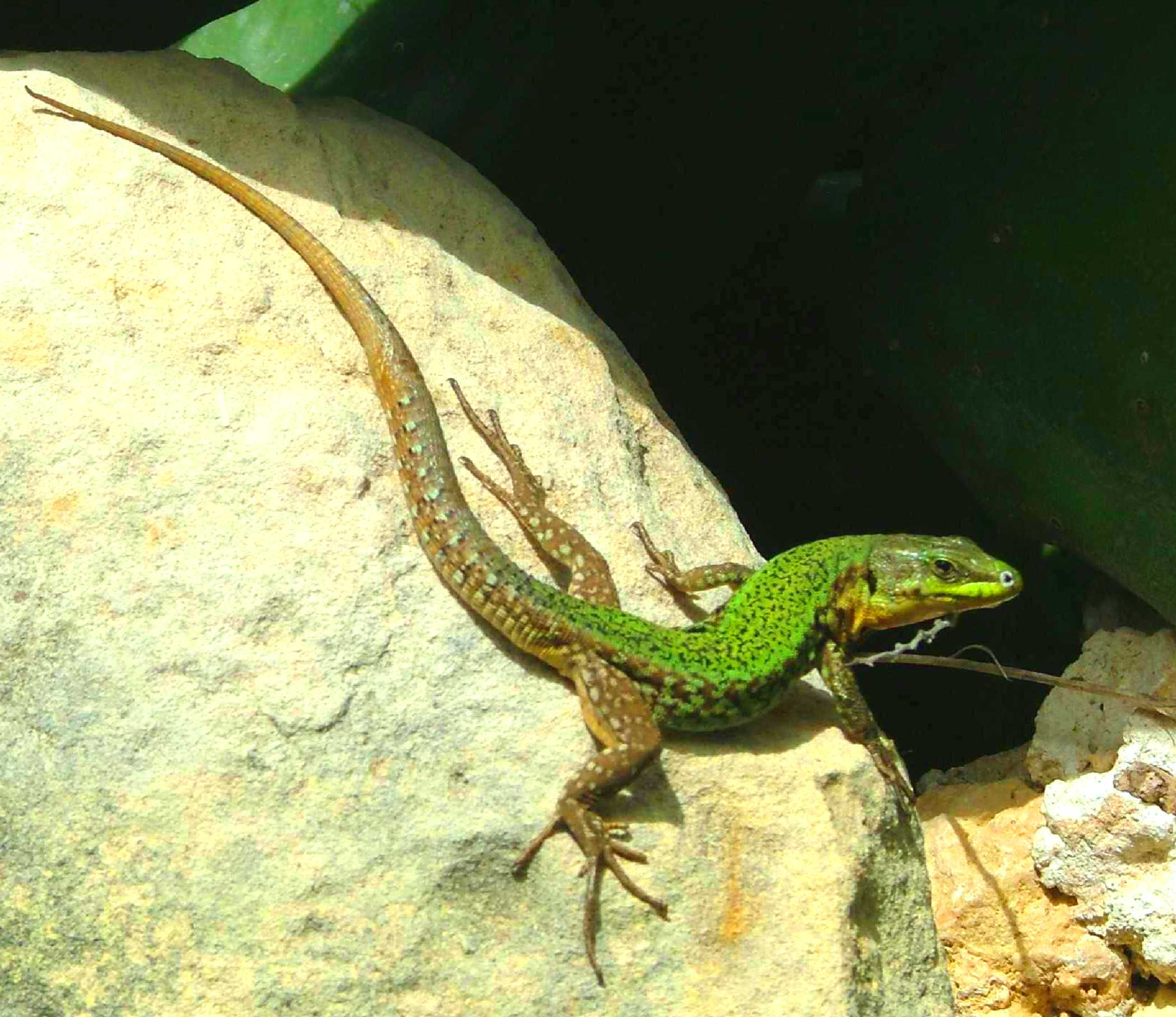
Podarcis filfolensis ssp. maltensis hím
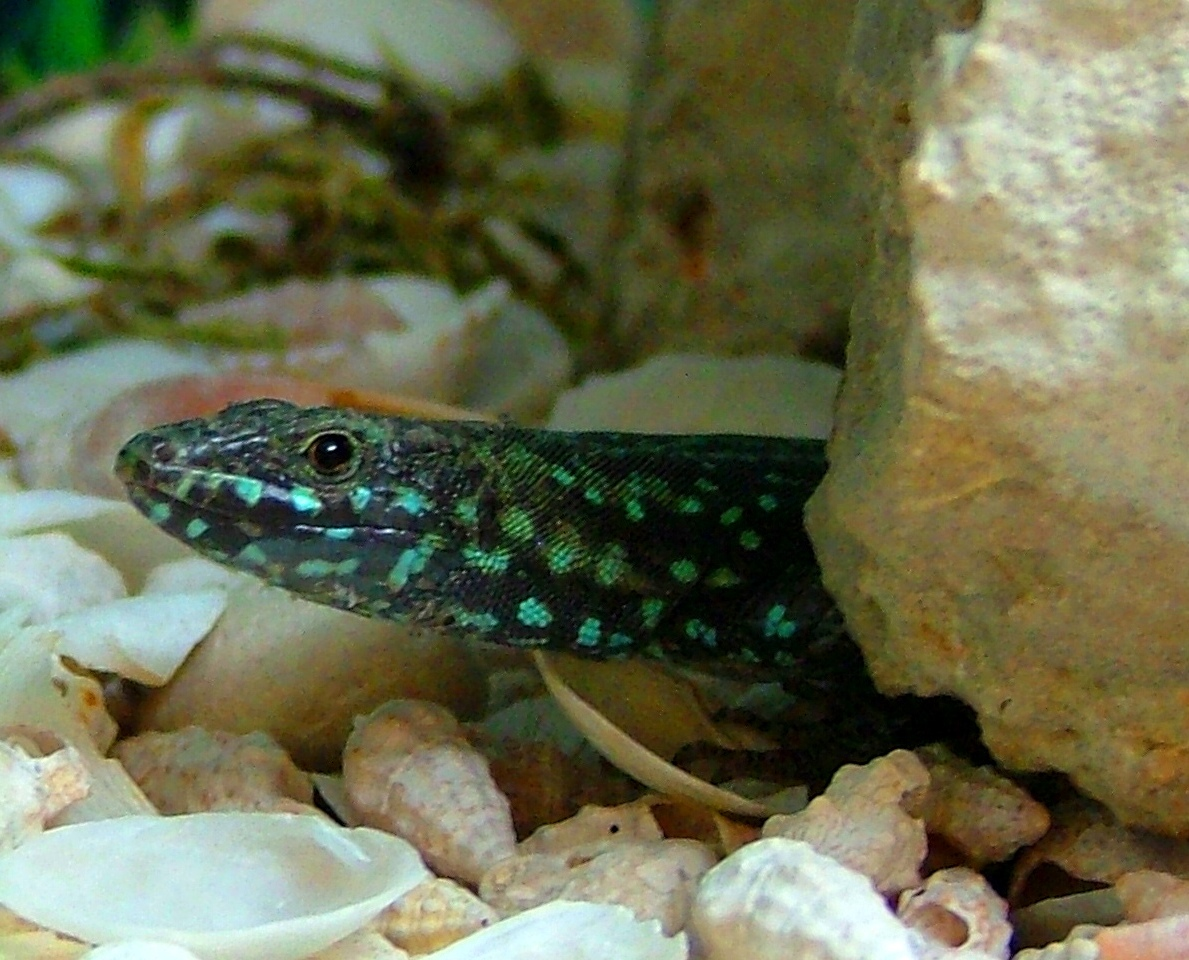
Podarcis filfolensis ssp. filfolensis nőstény
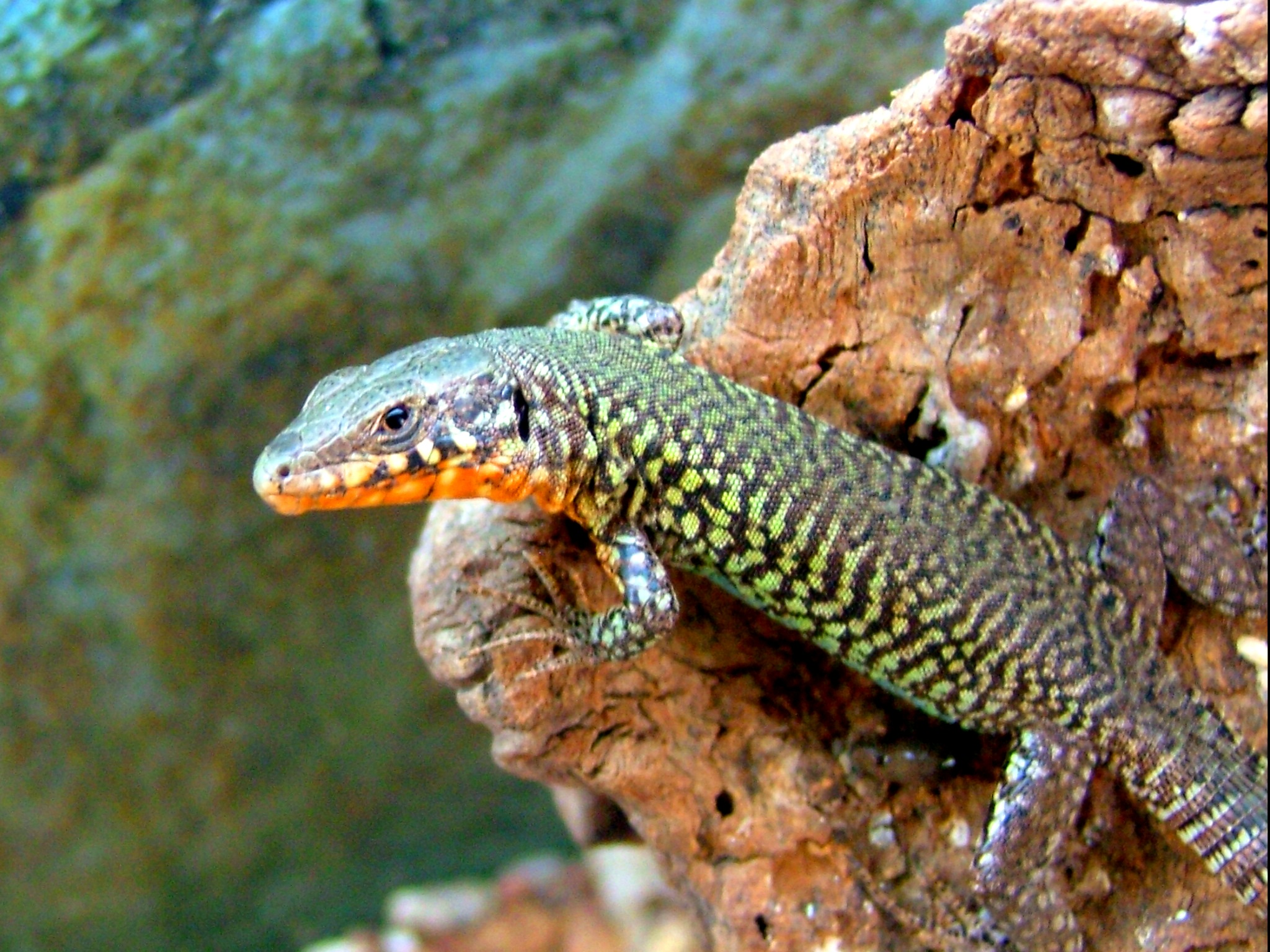
Podarcis filfolensis ssp. kieselbachi hím
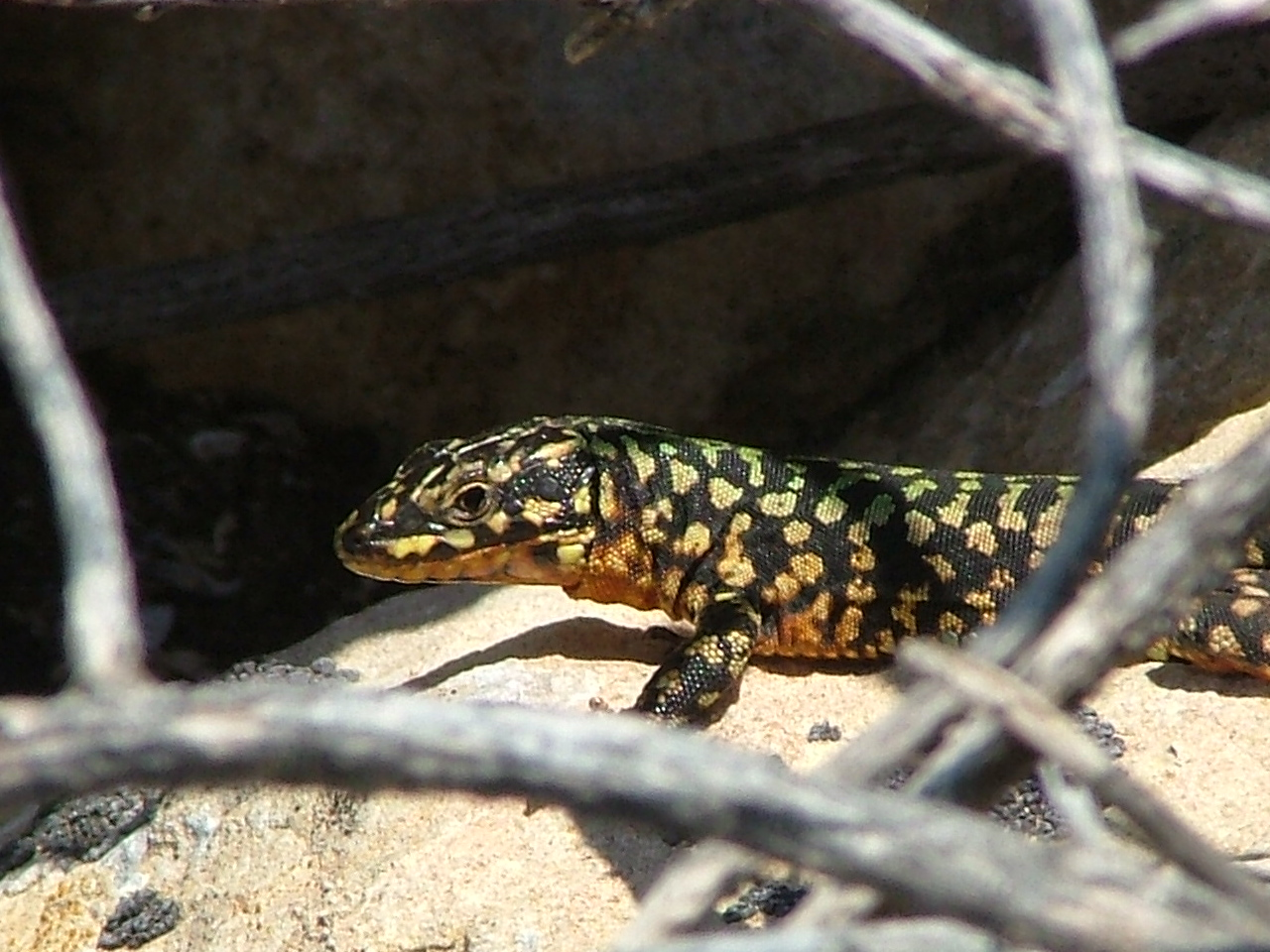
Podarcis filfolensis ssp. generalensis hím
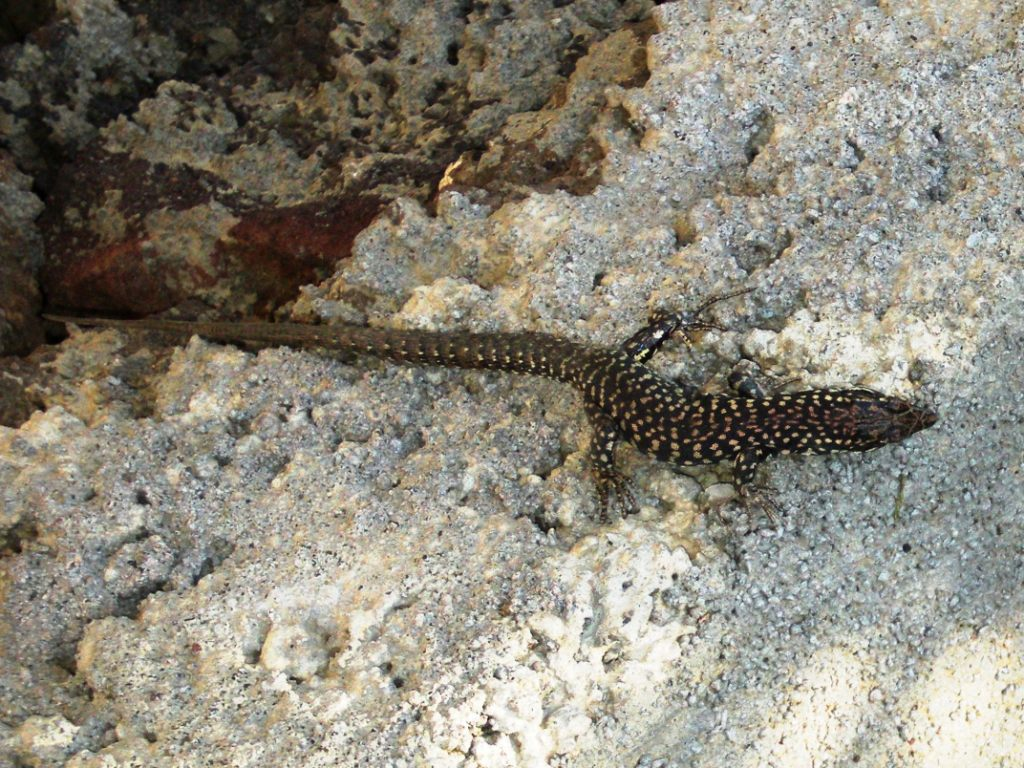
Podarcis filfolensis ssp. laurentimulleri

### Fordítás
- Ez a szócikk részben vagy egészben  a   Filfola Lizard című angol Wikipédia-szócikk ezen változatának fordításán alapul.  Az eredeti cikk szerkesztőit annak laptörténete sorolja fel. Ez a jelzés csupán a megfogalmazás eredetét és a szerzői jogokat jelzi, nem szolgál a cikkben szereplő információk forrásmegjelöléseként.